# Agustín de Iturbide y Green
Titres
Prétendant au trône du Mexique
19 juin 1867 – 3 mars 1925
(57 ans, 8 mois et 12 jours)
Prince héritier au trône du Mexique
10 avril 1864 – 19 juin 1867
(3 ans, 2 mois et 9 jours)
Agustín de Iturbide y Green, prince d’Iturbide, né le 2 avril 1863 à Washington (États-Unis) et décédé le 3 mars 1925, est le petit-fils de Agustín de Iturbide, premier empereur du Mexique indépendant, et de son épouse l'impératrice Ana María, et fils adoptif de l'empereur Maximilien et de l'impératrice Charlotte. Après la mort de Maximilien, il est devenu, de fait, le chef de la Maison impériale du Mexique.

## Biographie

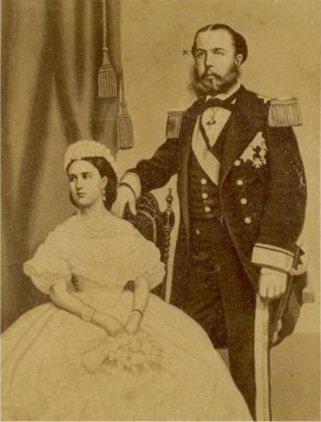
L'empereur Maximilien et l'impératrice Charlotte, parents adoptifs du prince.

Agustín de Iturbide y Green était le petit-fils de l'empereur Agustin, et le fils du prince Ángel de Iturbide y Huarte (2 octobre 1816 - 21 juillet 1872) et de son épouse, l'Américaine Alice Green, fille du capitaine John Nathaniel Green, petite-fille du général Uriah Forrest (en) et arrière-petite-fille de George Plater (en), gouverneur du Maryland. Lorsque Maximilien et Charlotte montent sur le trône du Mexique en 1863 avec le soutien de la France de Napoléon III, les nouveaux monarques invitent la famille Iturbide à revenir au Mexique. Et lorsqu'il devient clair que Maximilien et Charlotte ne pouvaient pas avoir d'enfants, ils proposent d'adopter le petit-fils du premier empereur du Mexique. Le père d'Agustín accueille la nouvelle avec enthousiasme, sa mère en revanche émet quelques réticences. Maximilien accorde officiellement à Agustín de Iturbide y Green, le 13 septembre 1865, le titre (vitalicio, soit non-héréditaire) de prince de Iturbide,,, avec le prédicat d'Altesse, et créant ainsi la Maison de Habsbourg-Iturbide[réf. nécessaire].
Avec le renversement de la monarchie en 1867, il s'exile en Belgique avec sa mère adoptive, l'impératrice Charlotte. Celle-ci, plongée dans la paranoïa et la psychose après la mort de l'empereur, envoie ses deux fils achever leurs études en Angleterre. Puis, Agustín, nouveau chef de la Maison impériale, s'exile aux États-Unis, à Washington. Une fois sa majorité atteinte et ses études à l'université de Georgetown terminées, Agustín renonce au trône impérial, ce qui lui permet de retourner au Mexique. Il sert ensuite comme officier dans l'armée mexicaine. Après la publication d'articles critiques envers le président Porfirio Díaz, il est arrêté en 1890, accusé de sédition et condamné à quatorze mois de prison. Après sa libération, il s'exile et prétend à nouveau au trône impérial.
Par la suite, il subit deux dépressions nerveuses sévères, et craignant d'être assassiné, il retourne à Georgetown où il devient professeur d'espagnol et de français. Pendant quelques années avant son deuxième mariage, Agustín vit dans un monastère près de Washington, où il travaille comme traducteur.
En 1915, il épouse Mary Louise Kearney (1872 - 1967), fille du général de brigade James Kearney. Ils n'ont pas d'enfant. Agustín de Iturbide y Green est mort à Washington, après avoir subi une ultime dépression nerveuse. Il a été enterré à l'église Saint-Jean-l'Évangéliste de Philadelphie, en Pennsylvanie, aux côtés de sa grand-mère paternelle, l'impératrice Ana María.